# Спортски парк Марсел Мишелин
Спортски парк Марсел Мишелин, који се налази у месту Клермон Феран у Француској је рагби стадион и дом славног француског рагби клуба Клермона. Реновирање стадиона је коштало 12 милиона евра, а стадион има капацитет од 18.030 места. У прошлости је на овом стадиону играла и француска рагби репрезентација.